# John Wilson (líder indi)
John Wilson 1840 - 1901) fou un home medicina i líder religiós caddo-delaware-francès. El seu nom caddo era Nishkû'ntu, que vol dir "cap de lluna" (en anglès Moon Head).
Tot i que era d'ascendència mig delaware, amb un quart de sang francesa, i un quart de sang caddo, John Wilson parlava només caddo i s'identificava únicament com a caddo. Es creu que va néixer en 1840, quan la seva banda caddo encara vivia a Texas. Foren traslladats a Territori Indi en 1859.
Wilson era un home medicina, qui després d'una crisi de fe en 1880, esdevingué roadman peyote. Es va convertir en un dels líders més actius de la Ghostdance al territori indi.
Durant un període de dues setmanes, Wilson consumí una gran quantitat de botons de peiot per obtenir nous coneixements sobre la realització de les cerimònies del peiot, "aprendre del peiot" i, com va dir el seu nebot George Anderson, "el peiot es va apiadar d'ell." La tribu havia estat exposada a la cerimònia del peiot Half Moon, però Wilson va introduir la cerimònia Big Moon. La tribu dels caddos ha estat molt activa en la Native American Church fins avui.